# 腫瘤異質性
腫瘤異質性（Tumor heterogeneity）是一个描述不同腫瘤細胞之間，表現不同型態與特性的生物現象，例如基因表達、代謝、運動、增殖與轉移潛能的差異。這種現象存在於腫瘤之間以及同一腫瘤內。腫瘤內異質性的最低水平是DNA複製錯誤的結果：每當一個細胞（正常或癌細胞）進行細胞分裂時，都會產生一些突變，從而形成多樣化的癌細胞子類群。腫瘤異質性的存在導致臨床治療受到阻礙。然而，針對腫瘤異質性的研究將可以更好地理解癌症的起源和進展，並提供更有效的治療策略。
這項特性已經在多種癌症中被證實，包含白血病、乳癌、前列腺癌、結腸癌、腦瘤、食道癌、頭頸癌、膀胱癌、婦科癌症、脂肪肉瘤與多發性骨髓瘤。

## 腫瘤異質性模型
目前，有兩種模型用於解釋腫瘤異質性的起源，分別為克隆演化模型以及癌症幹細胞模型。這兩個模型並不互斥，且被認為在不同腫瘤類型中產生不同程度的影響。

### 複製演化模型
複製演化模型於1976年由彼得·諾威爾提出。在此模型中，腫瘤最初源自於一個突變細胞，並在其增殖的過程中累積額外的突變，產生新的亞群，並且每個亞群都具有進一步分裂和突變的能力。這種異質性可能在腫瘤環境中產生相對於其他亞群更具有演化優勢的亞群，而優勢亞群可能隨著時間的推移而成為腫瘤中主要的細胞群。該模型提出後，它使人們能夠理解腫瘤生長、治療失敗以及在腫瘤形成的自然過程中發生的腫瘤侵襲。最初腫瘤細胞的演化可能透過兩種模式發生：

#### 線性演化
此模式認為突變連續且有序的突變在致癌基因、腫瘤抑制基因和DNA修復酶中累積，導致腫瘤細胞的複製與擴張。此模型無法反映惡性腫瘤的演化終點，因為腫瘤中突變的累積是隨機的。

#### 分支演化
此模式比線性演化更與腫瘤異質性相關，透過細胞分裂將突變擴展到多個癌細胞亞群。由於每一代的基因組不穩定性增加，基因組中突變的累積是隨機發生的。長期的突變累積可能對腫瘤進展的特定階段提供優勢。腫瘤微環境也可能有助於腫瘤生長，因為它能夠改變腫瘤細胞所面臨的天擇壓力。

### 癌症幹細胞模型
癌症幹細胞模型認為，腫瘤之中存在一小群具有致瘤性（tumorigenicity），這類細胞被稱為癌症幹細胞（cancer stem cells, CSCs），具有自我更新和分化為非致瘤子代的能力。CSC 模型認為，腫瘤細胞之間觀察到的異質性是它們起源的幹細胞差異的結果。幹細胞變異通常是由表觀遺傳變化引起的，但也可能是由 CSC 群體的複製演化所引起的，其中有利的基因突變將可以在 CSC 及其後代中累積。
癌症幹細胞模型的證據已經在多種癌症類型中被證實，包含白血病、膠質母細胞瘤、乳腺癌和前列腺癌。然而，CSC的存在仍存在争议。其中一个原因是CSC的生物标记难以在多种肿瘤中重现。此外，确定致瘤潜力的方法是透過异种移植模型進行。这些方法存在固有的局限性，例如需要抑制移植动物的免疫反应，以及从原发性肿瘤部位到异种移植部位的环境条件存在显著差异（例如缺乏所需的生長因子或訊號）。

## 腫瘤異質性的類型與原因
在腫瘤細胞之間觀察到多種類型的異質性，這些異質性源自於遺傳和非遺傳變異。

### 遺傳異質性
遺傳異質性是腫瘤基因組的共同特徵，並且可能由多種因素導致。有些癌症是在外源性因素引入突變時引發的，例如紫外線輻射（皮膚癌）和菸草（肺癌）。一個更常見的來源是基因組不穩定，當細胞中的關鍵調控路徑（例如DNA修復機制受損）被破壞時，經常會導致基因組不穩定，這可能造成複製錯誤增加，以及有絲分裂機制的缺陷，導致整個染色體大規模增加或缺失。此外，一些癌症治療（例如替莫唑胺或其他化療藥物）可能會進一步增加遺傳變異。
突變的腫瘤異質性是指不同基因和樣本中突變頻率的變化，可以透過MutSig進行探究。此外，來自相同或不同癌症類型的腫瘤樣本之間的突變過程的病因可能有很大差異，並且可以表現在不同的背景依賴性突變譜中，這能夠透過COSMIC Mutational Signatures或MutaGene進行分析。

### 其他類型的異質性
腫瘤細胞的基因表達譜之間也存在異質性，這經常是由潛在的表觀遺傳變化引起的。在同一個體腫瘤樣本的不同區域中可以檢測到表達特徵的變化。研究發現，影響H3K36甲基轉移酶SETD2和組蛋白H3K4去甲基化酶KDM5C的趨同突變出現在空間上分離的腫瘤切片。相似地，MTOR（一種編碼細胞調節激酶的基因）表現出組成型活性（constitutive activity），從而增加S6磷酸化，這種磷酸化可以作為卵巢透明細胞癌的生物標記。
機械化學異質性是生物體內真核細胞的一個特徵。它可以影響表觀遺傳基因的調控。異質性的動態機械化學過程通過黏附的方式調節細胞表面分子群體的相互關係。腫瘤的發展和擴散伴隨著群體細胞內的機械化學相互作用過程的變化，並且在癌症患者當中是分層的。機械化學異質性的生物現象可能用於與胃黏膜炎症患者的不同胃癌診斷，以及使用機械異質化的腫瘤細胞微粒進行裝載時，增加基於疫苗的樹突細胞的抗轉移活性增強。

### 腫瘤微環境異質性
由於腫瘤微環境的異質性，腫瘤細胞之間的異質性會進一步增加。腫瘤內的區域差異（例如氧氣的可用性）對腫瘤細胞施加不同的天擇壓力，導致腫瘤的不同空間區域產生更廣泛的優勢亞群。微環境對克隆優勢的影響也是許多患者中原發性腫瘤和轉移性腫瘤之間異質性以及相同腫瘤類型患者之間觀察到的腫瘤間異質性的可能原因。

## 影響與挑戰

### 治療抗性
異質性腫瘤接受化療後，很少能夠殺死所有腫瘤細胞。多數的癌細胞亞群不具備抗藥性而死亡，這使得抗藥性腫瘤細胞亞群能夠透過分支演化機制複製並生長出新的腫瘤。由此產生的再增殖腫瘤是異質的並且對所使用的藥物治療具有抗性，重新生長的腫瘤也可能更具侵襲性。

### 生物標記的發現
由於腫瘤內部和腫瘤間的遺傳差異，可用於預測治療效果或預後的生物標記可能無法廣泛應用。然而，有研究提出異質性的高低本身就可以用作生物標記，因為異質性越高的腫瘤可能更可能包含抗藥性的細胞亞群，而其他可解釋異質性的生物標記仍在研究中。

### 研究模型的缺乏與局限
目前的模型系統通常缺乏人類癌症中所見的異質性。為了準確地研究腫瘤異質性，必須開發更準確的臨床前模型。其中一種模型是患者來源的腫瘤異種移植物（patient-derived xenograft，PDX），在保留腫瘤異質性方面顯示出極佳的實用性，同時能夠詳細研究複製適應性的驅動因素。然而，即使這個模型也無法重現癌症的全部複雜性。